# Starosilla (obwód czernihowski)
Starosilla (ukr. Старосілля) – wieś na Ukrainie, w obwodzie czernihowskim, w rejonie czernihowskim, w hromadzie Horodnia. W 2001 liczyła 259 mieszkańców.